# Cratere Pulawy
Pulawy  è un cratere sulla superficie di Marte.